# Spirembolus monicus
Spirembolus monicus är en spindelart som först beskrevs av Chamberlin 1948.  Spirembolus monicus ingår i släktet Spirembolus och familjen täckvävarspindlar. Inga underarter finns listade i Catalogue of Life.